# Lukáš Hrádecký
Lukáš Hrádecký (ur. 24 listopada 1989 w Bratysławie) – fiński piłkarz słowackiego pochodzenia, występujący na pozycji bramkarza w niemieckim klubie Bayer 04 Leverkusen oraz w reprezentacji Finlandii, której jest kapitanem. Uczestnik Mistrzostw Europy 2020.

## Kariera klubowa
Hrádecký urodził się w Czechosłowacji, ale jako dziecko emigrował z rodziną do Finlandii. W 2003 roku rozpoczął tam treningi w klubie Turun Palloseura. W 2008 roku został włączony do jego pierwszej drużyny, jednak w jej barwach nie rozegrał żadnego spotkania. W styczniu 2009 roku przeszedł do duńskiego zespołu Esbjerg fB. W Superligaen zadebiutował 26 lipca 2009 w wygranym 2:1 meczu z Brøndby IF.
W czerwcu 2013 trafił do Brøndby IF. W sierpniu 2015 podpisał trzyletni kontrakt z Eintrachtem Frankfurt.

## Kariera reprezentacyjna
W reprezentacji Finlandii Hrádecký zadebiutował 21 maja 2010 roku w przegranym 0–2 towarzyskim meczu przeciwko reprezentacji Estonii.
7 czerwca 2025 roku w przegranym 0:2 meczu przeciwko reprezentacji Holandii zanotował setne spotkanie dla fińskiej reprezentacji. 

## Życie osobiste
Jest synem siatkarza Vladimira i Brigity. Jego bracia Matej i Tomas również są piłkarzami.